# Souskanowo
Souskanowo (ros. Соусканово) – wieś (ros. село, trb. sieło) w rejonie tarskim obwodu omskiego w Rosji. Ośrodek administracyjny gminy wiejskiej souskanowskiej. W 2002 roku zamieszkana przez 293 osoby.
Souskanowo zostało założone w 1800 roku. W 1926 roku składało się z 67 domów, w których mieszkało 336 osób, głównie Rosjan.